# Abutilon arboreum
Abutilon arboreum là một loài thực vật có hoa trong họ Cẩm quỳ. Loài này được (L. f.) G. Don mô tả khoa học đầu tiên năm 1831.